# Мария Донева
Мария Донева е българска поетеса и авторка на книги за деца и възрастни.

## Биография и творчество
Родена е на 3 септември 1974 година в Стара Загора. Завършила е българска филология в Софийския университет „Св. Климент Охридски“.
Мария Донева е автор на 20 книги със стихотворения и кратки разкази. 
Превежда детски книги (най-вече детски книги в стихове) от автори като Джулия Доналдсън, Джудит Кер, Моника Шанън, Сузана Исърн, Джейн Риърдън, Джудита Кампело, Марая Кери, Моника Каретеро, Марк-Уве Клинг, Рейчъл Морисроу, Андреа Бийти, Беа Тобоада, Зана Дейвидсън.
Води страницата за книги в „Сега“ и  има рубрика за съвременна литература по радио Стара Загора.
Драматург е на Драматичен театър „Гео Милев“.
Автор е на пиеси и текстове за песни за спектакли на ДТ "Гео Милев", Държавна опера – Варна, Държавна опера – Пловдив, Държавен куклен театър - Стара Загора, театър "Възраждание", театрална трупа „Сенджу“, театър 199 и др.
Живее в Стара Загора.
Поезия и музика
Мария Донева е основател и участник в проекта „Джазът пее на български“, заедно с Венцислав Благоев, Марина Господинова и Антони Дончев. От 2010 година насам групата прави концерти с джаз стандарти с оригинални текстове на български език.
Мария Донева участва в проекти, в които се съчетават поезия и класическа музика. Има успешно сътрудничество с трио „Дивертименто“ с програмите „Сезони в музика и стих“ и „Мишките отиват на опера“ със серии от концерти в десетки градове в страната. 
Води серия камерни концерти в Държавна опера Стара Загора. Пак там стартира серия лектории „Срещи с операта“, посветени на творчеството на различни композитори.
Работа с деца
Мария Донева е била за кратко учителка по български език и литература.
Водила е младежки литературен клуб „Без заглавие“ в Стара Загора.
Участва активно в разнообразни форуми, фестивали, празници и срещи с деца в детски градини и училища в цялата страна.
Част е от колектива на издателство „Анубис“ за написването на буквар и читанка през 2010 година.
Арт-терапия
Работила е дълги години в терапевтичния театър в Държавна психиатрична болница „Доктор Георги Кисьов“, гр. Раднево, където е поставила десетки пиеси с участието на пациенти на болницата. 
Режисирала е пиеси в Дневния център за възрастни лица с психични заболявания и умствени увреждания към психодиспансера в Стара Загора.
Работила е с театрална група "ВИЖ" към Съюза на слепите, Стара Загора.
Работила е по театрални и литературни проекти с деца с увреждания към фондация "Бъдеще за децата" в Казанлък.
Награди
„Рицар на книгата“ на АБК в категория „Общественик“ за 2022 г.
„Азбука с животни професионалисти“ беше в дългия списък за наградата „Перото“ за детска литература за 2022 г.
Носител на наградата „Стара Загора“ за 2022 г.
Номинирана за наградата „Христо Г. Данов“ за детска литература за 2022 г.
Почетен плакет за написването на химна на Втора тунджанска механизирана бригада – януари 2022 г.
Награди от Националния младежки конкурс за поезия "Веселин Ханчев" (трета, втора и първа награда в различни години), конкурса за кратък разказ "Рашко Сугарев", "Магията любов" - Казанлък, конкурса "Светлоструй" - Щръклево и др.